# Eticho (Augsburg)
Eticho (* 944 in Augsburg; † 24. Juni 988) war von 982 bis 988 Bischof von Augsburg.

## Leben
Er war der Sohn von Rudolf Altdorf und Siburgis Siburgis und hatte einen Bruder (Rudolph II. Graf von Altdorf). Die Annahme, dass er aus dem Geschlecht der Welfen stammt, ist ungesichert.